# Cioma Schönhaus

Cioma Schönhaus (1943)

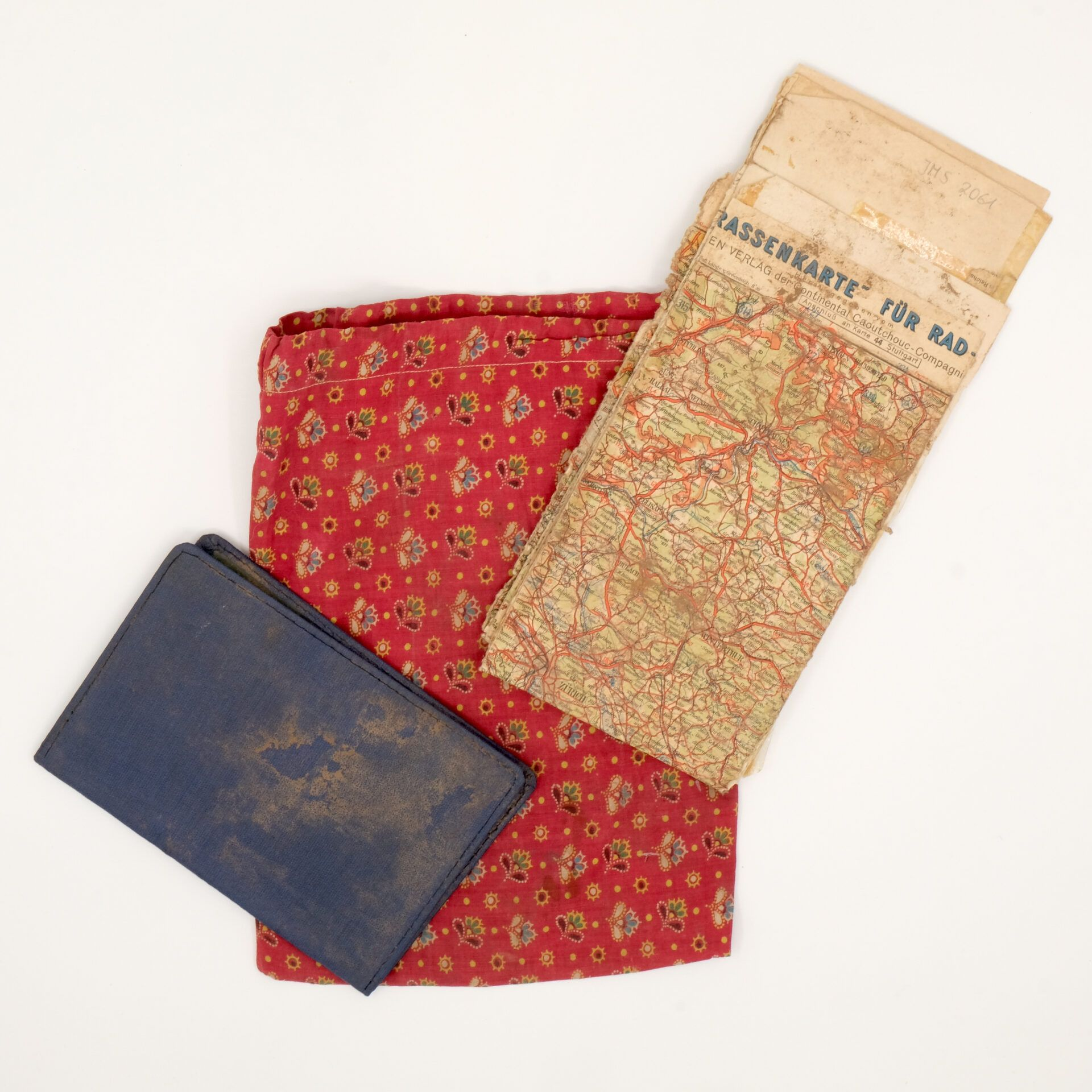
Fluchtobjekte von Cioma Schönhaus: Strassenkarte, Dokumentenhülle sowie der Brustbeutel, in dem sie aufbewahrt wurden. Heute in der Sammlung des Jüdischen Museums der Schweiz.

Samson „Cioma“ Schönhaus (geb. 28. September 1922 in Berlin, Deutsches Reich; gest. 22. September 2015 in Biel-Benken, Schweiz) war ein schweizerisch-deutscher Grafiker jüdischer Herkunft, dem es während des Zweiten Weltkriegs gelang, sich selbst und andere Juden mit Hilfe gefälschter Pässe vor der Verfolgung durch das NS-Regime, insbesondere durch die Gestapo zu retten.

## Leben
Boris und Fanja, die Eltern von Cioma Schönhaus, waren russische Juden, die 1920, nachdem der Vater aus der Roten Armee desertiert war, von Minsk nach Berlin zogen. Cioma wuchs zunächst im Berliner Scheunenviertel auf. Von 1926 bis 1927 hielt sich die Familie in der Nähe von Haifa in Palästina auf, kehrte aber nach Berlin zurück, wo sie eine Mineralwasser-Firma betrieb. Diese wurde 1938 im Zuge der so genannten Arisierung enteignet.
Cioma Schönhaus besuchte ab 1940 ein Jahr lang eine Kunstgewerbeschule. Bereits 1941 jedoch musste seine Ausbildung als Grafiker abbrechen, da er als Zwangsarbeiter verpflichtet wurde. Die Arbeit in einem als kriegswichtig eingestuften Rüstungsbetrieb bewahrte ihn im Juni 1942 vor der Deportation in ein Vernichtungslager. Seine Eltern dagegen wurden ins besetzte Polen verschleppt und dort ermordet, der Vater in Majdanek, die Mutter in Sobibor.
Kurz danach tauchte Cioma Schönhaus in Berlin unter. In der Illegalität kam er in Kontakt mit Widerstandskämpfern, die der Bekennenden Kirche angehörten, darunter der Theologe Kurt Müller sowie der Jurist Franz Kaufmann und die Anwaltsgehilfin Helene Jacobs. Für die von ihnen unterstützten, ebenfalls im Untergrund lebenden Juden, etwa für den Historiker Ernst Ludwig Ehrlich, fälschte Schönhaus Kennkarten und andere Papiere. Zu diesem Zweck tauschte er in echten, als verloren gemeldeten Ausweisen die Fotos aus und zeichnete die darüberliegenden Stempelabdrücke täuschend echt nach. Im Gegenzug erhielt er von dem Helferkreis Lebensmittelkarten, die er zum Teil verkaufen konnte. So gelang es ihm, eine scheinlegale Existenz unter den Namen „Günther Rogoff“, „Peter Schönhausen“ und „Peter Petrow“ aufzubauen. Er arbeitete damals zusammen mit zwei weiteren untergetauchten Juden in einem von Strohleuten angemieteten Ladenlokal in Berlin-Moabit.
Als seine Mitbewohner 1943 denunziert und verhaftet wurden, begann die Gestapo gezielt nach ihm zu fahnden. Daher wagte Schönhaus nun die Flucht aus Berlin und Nazi-Deutschland. Getarnt als Wehrmachtsoldat, ausgestattet mit Wehrpass und Urlaubsschein, die er selbst gefälscht hatte, fuhr er mit dem Fahrrad quer durch Deutschland zur Schweizer Grenze. Bei Öhningen gelang es ihm, diese zu passieren. Der Theologe Karl Barth vermittelte ihm ein Stipendium. An der Kunstgewerbeschule in Basel absolvierte er eine Ausbildung zum Grafiker und arbeitete später in diesem Beruf.
Schönhaus hatte vier Söhne, von denen zwei eine Musikerkarriere einschlugen. In Anlehnung an ihren Familiennamen gründeten sie die Klezmerformation „Bait Jaffe“, was so viel bedeutet wie „schönes Haus“.
Cioma Schönhaus starb am 22. September 2015, wenige Tage vor seinem 93. Geburtstag.

## Rezeption in den Medien
2017 erschien der Film Die Unsichtbaren – Wir wollen leben, in dem er in Interviewausschnitten zu sehen ist. Als junger Mann wird er von Maximilian Mauff dargestellt.
Der Spielfilm Der Passfälscher aus dem Jahr 2022 widmet sich ebenfalls seinem Leben. Dargestellt wird Schönhaus hier von Louis Hofmann.
Im 2023 erschienenen Kinofilm Stella. Ein Leben. über Stella Goldschlag wird Schönhaus in einer Nebenrolle von Joshua Seelenbinder gespielt.
Die 2024 veröffentlichte Terra-X-Dokumentation Ein Tag in Berlin 1943 – Der Passfälscher Cioma Schönhaus setzt sich mit seinem Leben auseinander.